# Friedrichsdorf (Eberbach)
Friedrichsdorf ist ein Stadtteil von Eberbach im Rhein-Neckar-Kreis in Baden-Württemberg.

## Geographische Lage
Friedrichsdorf liegt acht Kilometer nordöstlich der Kernstadt Eberbach und nimmt die linke östliche Talseite des Itterbachs ein bis zum Fahrbach im Norden. Beide Gewässer bilden die Grenze zu Hessen. Friedrichsdorf grenzt im Nordosten an die hessische Ortschaft Kailbach der Stadt Oberzent, im Osten an den Mudauer Ortsteil Reisenbach, im Süden an den Eberbacher Ortsteil Gaimühle und im Westen an die ebenfalls hessischen Ortschaften Hebstahl und Unter-Sensbach der Stadt Oberzent.
Der Ort wird inoffiziell in Oberdorf und Unterdorf aufgeteilt, die konfessionell gespalten sind: das Oberdorf an der Mündung des Fahrbachs in die Itter ist traditionell katholisch, das rund 1000 Meter talabwärts gelegene Unterdorf evangelisch.
Zur Gemarkung Friedrichsdorf hinzuzurechnen ist nördlich von Kailbach die Exklave Badisch-Schöllenbach. Mit dieser Exklave zusammen erreicht die Gemarkung eine Fläche von 555 Hektar, davon 395 Hektar Wald.
Höchste Erhebung südlich der Ortslage ist der bewaldete Rote Sol (488,1 m ü. NN), dessen Südhang bis zur Kreisstraße 4114 am Reisenbach den südlichsten Teil der Gemarkung bildet. In der Exklave Badisch Schöllenbach erreicht die Gemarkung am Kleinkastell Jägerwiese des Neckar-Odenwald-Limes eine Höhe von 495 m ü. NN. Der tiefste Punkt liegt in der Talaue der Itter am Tiefenklingenschlag bei ca. 189 m ü. NN.

## Geschichte
Der in der Burg Zwingenberg residierende Friedrich III. von Hirschhorn gründete 1614 die Siedlung Friedrichsdorf in einem von Zwingenberg beherrschten Waldgebiet. Nachdem die Siedlung im Dreißigjährigen Krieg wieder zerstört wurde, siedelten Schweizer Auswanderer 1681 erneut in Friedrichsdorf. Der Ort gehörte zunächst zur Kurpfalz, fiel dann 1808 an Baden. 1925 wurde Badisch-Schöllenbach nach Friedrichsdorf eingemeindet. 1931 und 1935 scheiterten Versuche, Friedrichsdorf nach Eberbach einzugemeinden. Schließlich schloss sich Friedrichsdorf am 1. Januar 1973 freiwillig mit Eberbach zusammen.

## Verkehr
Friedrichsdorf wird von der Landesstraße 2311 durchzogen, die den Ort mit Eberbach und Kailbach verbindet. Friedrichsdorf ist zudem durch eine Buslinie angebunden.
Auf der hessischen Talseite des Itterbachs liegt die Odenwaldbahn mit dem Haintalviadukt zwischen dem Haltepunkt Hesseneck Kailbach und dem ehemaligen Haltepunkt Friedrichsdorf (b Eberbach).